# Clusiafamilie
De Clusiafamilie (Clusiaceae oftewel Guttiferae: beide namen zijn toegestaan) is een familie van tweezaadlobbige kruidachtige planten, heesters, bomen en lianen. De familie komt overal in de tropen voor.
In het Cronquist-systeem (1981) werd de familie in de orde Theales geplaatst. In het APG II-systeem is de familie gesplitst en verplaatst naar de orde Malpighiales. Een deel, waaronder het geslacht hertshooi (Hypericum), is verplaatst vanuit deze familie naar de hertshooifamilie (Hypericaceae).
Volgens de APWebsite telt de familie 1050 soorten in de volgende geslachten:
- Allanblackia, Calophyllum, Caraipa, Chrysochlamys, Clusia, Clusiella, Dystovomita, Endodesmia, Garcinia, Haploclathra, Kayea, Kielmeyera, Lebrunia, Lorostemon, Mahurea, Mammea, Marila, Mesua, Montrouziera, Moronobea, Neotatea, Pentadesma, Platonia, Poeciloneuron, Symphonia, Thysanostemon, Tovomita, Tovomitopsis

Soorten die op Wikipedia worden behandeld:
- Calophyllum inophyllum
- Calophyllum tacamahaca
- Mangistan (Garcinia mangostana)
- Moendoe (Garcinia xanthochymus)
- Geelmelkhout (Garcinia livingstonei)
- Amerikaanse mammi-appel (Mammea americana)
- Mataki (Symphonia globulifera)